# Fraxinus sogdiana
Fraxinus sogdiana — вид квіткових рослин з родини маслинових (Oleaceae).

## Опис
Це невелике чи середнє дерево від 10 до 20 метрів у висоту. Гілочки циліндричні, шершаві. Листки в кільцях по 3 на кінчиках гілок; ніжка листка 4–5 см; листочків 7–11(13), листочкові ніжки 5–12 мм; листочкові пластинки яйцюватої, ланцетної чи вузьколанцетної форми, 2.5–8(12) × 1.5–4 см, зверху голі, знизу зі щільними дрібними залозистими крапками, інколи запушені вздовж середньої жилки, край неправильно дельтасто-зубчастий, верхівка загострена або довго загострена. Цимозні волоті бічні на гілках минулого року, ≈ 5 см. Квітки полігамні, з'являються перед листками, супротивні чи в кільцях по 3; без чашечки й віночка. Самара зворотно-ланцетна, 30–50 × 5–8 мм. Квітує у квітні — червні, плодить у липні — жовтні. 2n = 46.

## Поширення
Ареал: Афганістан, Китай (Сіньцзян), Казахстан, Киргизстан, Таджикистан, Узбекистан.
Росте вздовж річок і у відкритих листяних лісах; на висотах до 500 метрів.

## Використання
Використовується для виготовлення деревини.